# Michail Konstantinowitsch Diterichs

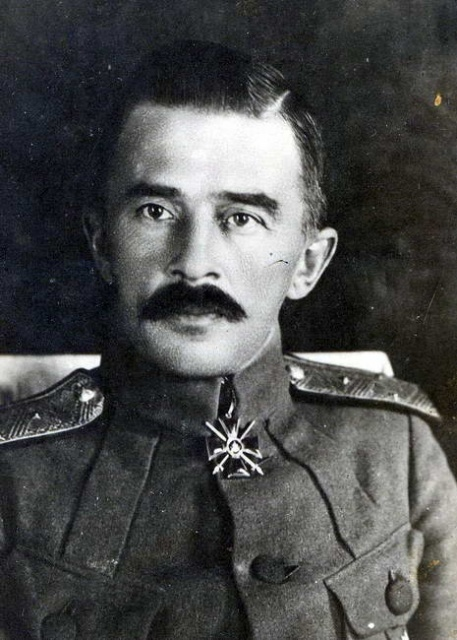
Michail Diterichs (1918)

Michail Konstantinowitsch Diterichs (russisch Михаил Константинович Дитерихс; wissenschaftliche Transliteration Michail Konstantinovič Diterichs, * 5. Apriljul. / 17. April 1874greg. in Sankt Petersburg; † 9. Oktober 1937 in Shanghai) war ein General der Kaiserlich Russischen Armee im Ersten Weltkrieg und der Weißen Armee im Russischen Bürgerkrieg.

## Leben
Diterichs wurde als Sohn eines Offiziers deutschböhmischer Abstammung geboren. Nach einer Ausbildung im Pagenkorps und an der Generalstabs-Akademie diente er ab 1900 in Stabsverwendung im Moskauer Militärbezirk. 1903 wurde er Befehlshaber einer Schwadron des 3. Dragonerregiments. Im Russisch-Japanischen Krieg 1904/05 wurde er zum Oberstleutnant befördert. Nach weiteren Verwendungen im Moskauer und Kiewer Militärbezirk wurde er 1913 als Oberst zum Chef der Mobilisierungsabteilung des Generalstabs ernannt.

### Erster Weltkrieg
Nach dem Beginn des Ersten Weltkriegs wurde er Chef des Stabes der 3. Armee an der Südwestfront und Anfang 1915 Generalquartiermeister dieser Front. Im Dezember 1915 wurde er zum Generalmajor befördert. Im September 1916 wurde er zum Befehlshaber des russischen Expeditionskorps an der Salonikifront ernannt, mit dem er gegen die Bulgarische Armee kämpfte. Nach der Februarrevolution 1917 wurde er nach Russland zurückbeordert und übernahm den Posten des Chefs des Stabes der Besonderen Petrograder Armee. Im August 1917 wurde ihm der Posten des Kriegsministers in der Provisorischen Regierung angetragen, den er ablehnte. Im September 1917 wurde er zum Generalquartiermeister im russischen Oberkommando und am 3. November unter Nikolai Duchonin zum Chef des Generalstabs ernannt.

### Russischer Bürgerkrieg
Nach der Oktoberrevolution und der Auflösung des Hauptquartiers floh er nach Kiew und später ins Uralgebiet, wo er Chef des Stabes der Tschechoslowakischen Legionen wurde. Im November 1918 wurde er von Admiral Koltschak mit der Auflösung des „Ufaer Direktoriums“ (fünf Personen) beauftragt. Die ursprünglich nach Wladiwostok fliehenden tschechoslowakischen Truppen wandten sich im Juni 1918 wieder nach Westen, als sie auf Betreiben des Volkskommissars Leo Trotzki entwaffnet werden sollten. Dabei drangen sie bis zum Ural und an die Wolga vor und lösten unter der Zivilbevölkerung und den Uralkosaken einen Aufstand gegen die Bolschewiki aus. Die Transsibirische Eisenbahn im Osten hinter dem Ural wurde im Verlaufe dieser Zeit von diesen Legionen besetzt. Beim Herannahen der tschechoslowakischen Truppen an Jekaterinburg kam es zur Ermordung der Zarenfamilie durch eine bolschewistische Gruppe.
Im Januar 1919 ernannte Koltschak ihn zum Leiter der Untersuchungskommission über die Ermordung der Zarenfamilie. Ab Juli 1919 befehligte er die Sibirische Armee Koltschaks, mit der er einige Erfolge gegen die Rote Armee errang. Nach der Niederlage der Sibirischen Armee floh er im Dezember 1919 nach Harbin, China. 1922 wurde er Chef der Armee der Provisorischen Amur-Regierung und löste Spiridon Merkulow als Regierungschef ab. In Wladiwostok publizierte er den Untersuchungsbericht über die Ermordung der Zarenfamilie. Nach dem Fall Wladiwostoks im Oktober 1922 setzte er sich mit den Resten seiner Armee nach Wonsan, Korea, ab und emigrierte von dort nach Shanghai. Er engagierte sich dort in Emigrantenkreisen und wurde 1930 Vorsitzender der fernöstlichen Abteilung der Union aller Russischen Militärverbände (ROWS). 1937 starb er in Shanghai, wo er auch begraben ist.

## Werke
- Дитерихс, Михаил Константинович: Убийство царской семьи и членов дома Романовых на Урале. („Die Ermordung der Zarenfamilie und der Mitglieder des Hauses Romanow im Ural“), Wladiwostok 1922.[2] (Nachdruck: Moskau 2007[3])